# Rebekah Stott
Pour les articles homonymes, voir Stott.
Rebekah Stott, née le 17 juin 1993 à Papamoa, est une footballeuse internationale néo-zélandaise. Elle évolue au poste de défenseuse centrale à Melbourne City FC.

## Carrière

### Carrière en club
Elle signe pour un an avec Brighton & Hove Albion en WSL le 2 septembre 2020.

### Carrière internationale
Après avoir joué en 2008-2009 avec l'équipe des U-17 d'Australie (12 sélections et 4 buts), elle a été appelée dans le groupe des U-20 sans toutefois jouer. 
Elle choisit de jouer pour le pays où elle est née et a obtenu sa première sélection lors d'un match contre la Chine (victoire 3-1) le 17 juin 2012 le jour de ses 19 ans.
Elle joue les trois matches de la phase de groupes de la Nouvelle-Zélande lors de la Coupe du monde 2015, marquant un but lors du dernier match contre la Chine.
Elle est sélectionnée pour participer aux Jeux olympiques 2016, où elle joue les trois matches de sa sélection.
À la Coupe du monde 2019, elle joue également les trois matches de la phase de groupes.

## Palmarès

### Palmarès en sélection
- Vainqueur de la Coupe d'Océanie 2014 et 2018.
- Premier tour de la Coupe du monde 2015